# Fiamma eterna

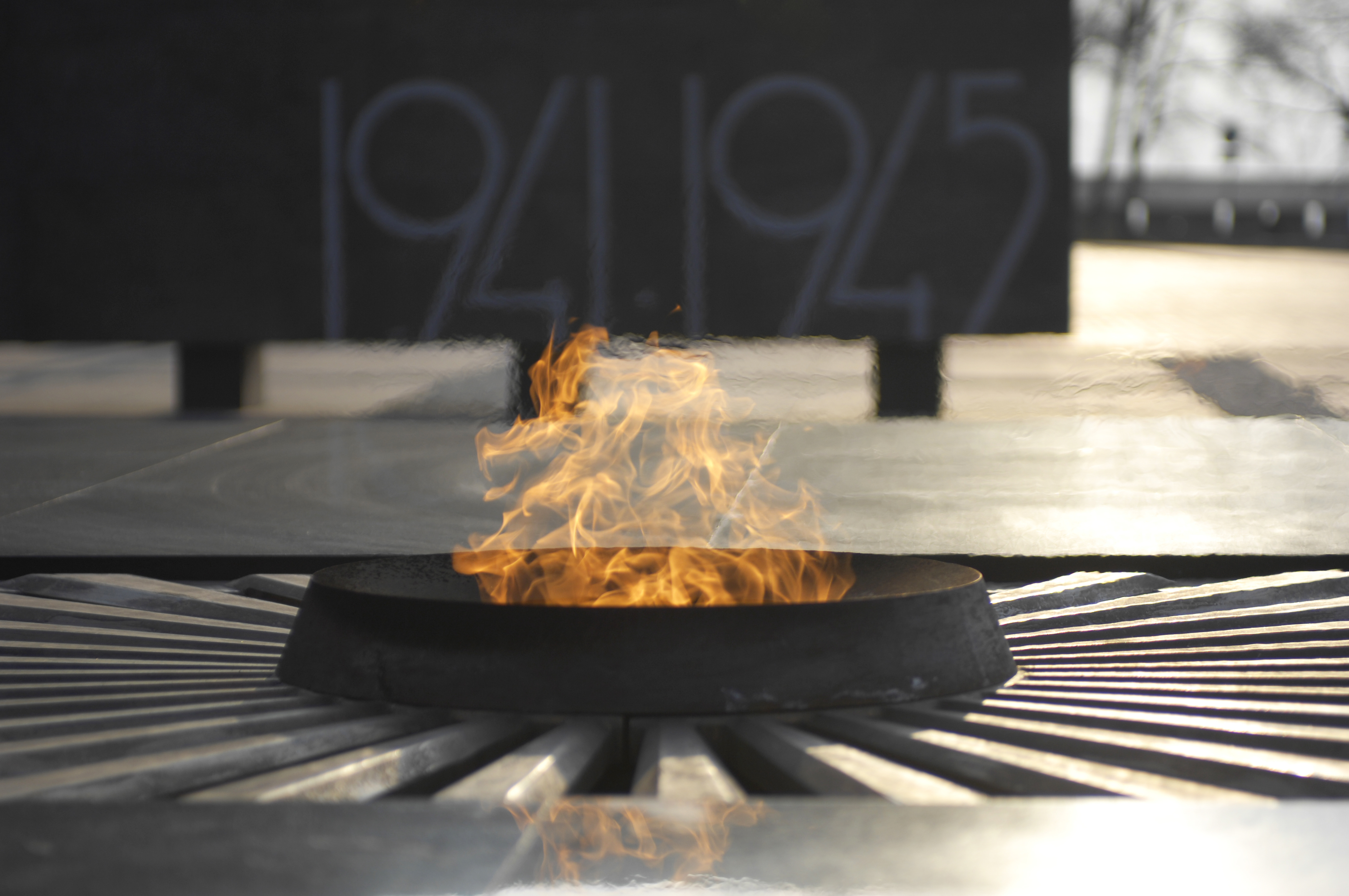
Fiamma eterna al Cremlino di Nižnij Novgorod in memoria dei caduti sovietici nella seconda guerra mondiale

Una fiamma eterna è una fiamma, una lampada o una torcia che brucia continuamente per un periodo indefinito. La maggior parte delle fiamme eterne sono accese e alimentate dall'uomo, ma ve ne sono altre di tipo naturale, come quelle causate da perdite di gas naturale, fuochi di torba e "fuochi di carbone", che possono essere inizialmente innescate da fulmini o piezoelettricità. Alcune fiamme eterne hanno bruciato per migliaia di anni.
Le fiamme eterne, create dall'uomo, spesso commemorano una persona o un evento di importanza nazionale.

## Fiamme eterne artificiali ancora accese

### Europa

#### Armenia
- Erevan: una fiamma eterna è situata nel centro del memoriale Tsitsernakaberd.

#### Bielorussia
- Minsk: una fiamma eterna è presente in Piazza della Vittoria, accesa nel 1961.
- Baranavičy: una fiamma eterna è presente al memoriale dei caduti durante la seconda guerra mondiale, accesa nel 1964.

#### Bosnia ed Erzegovina

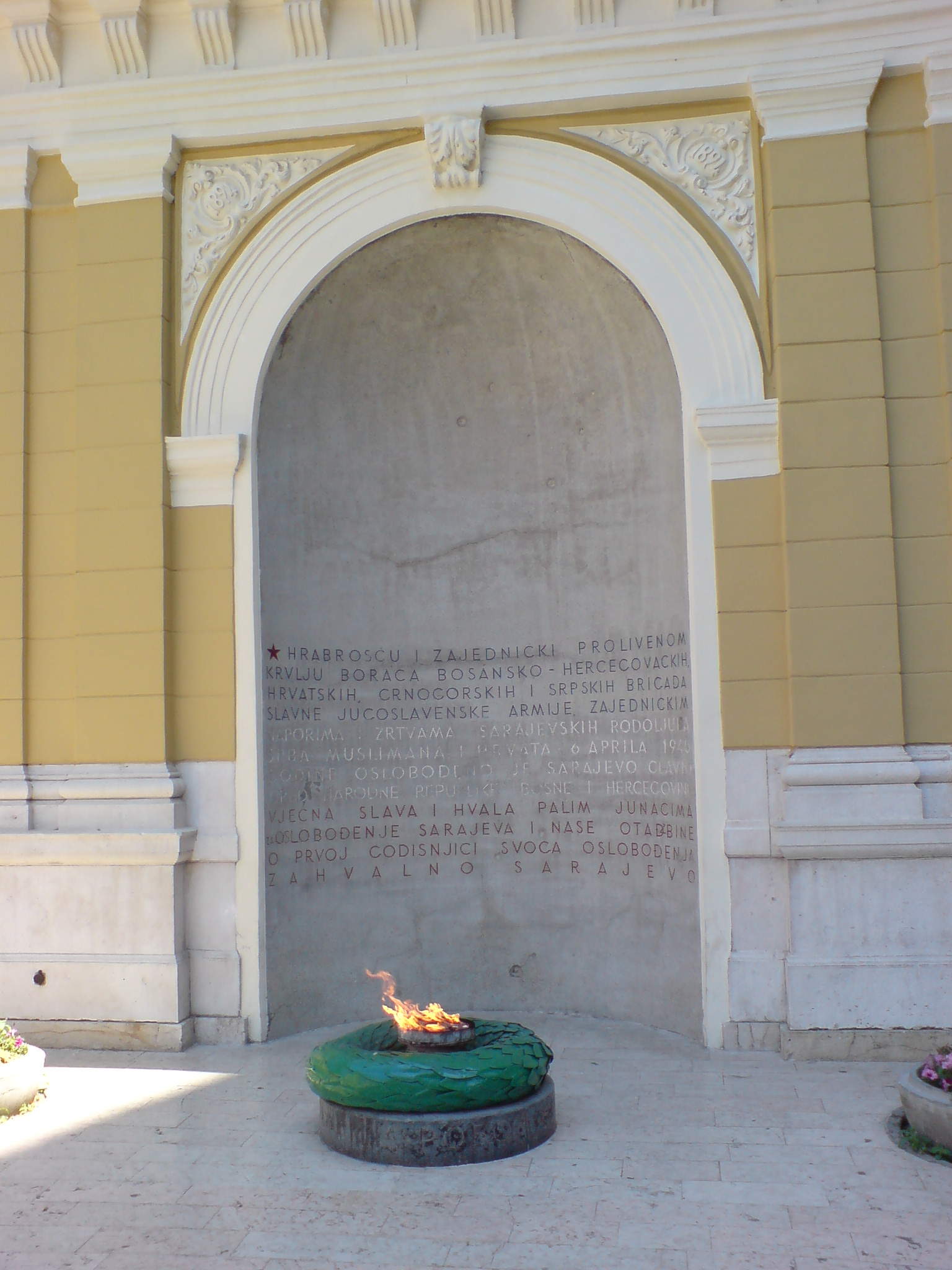
Fiamma eterna a Sarajevo

- Sarajevo: nella città è presente una fiamma eterna in memoria delle vittime militari e civili della seconda guerra mondiale.

#### Bulgaria
- Sofia: una fiamma eterna è presente al Monumento al Milite Ignoto.

#### Francia

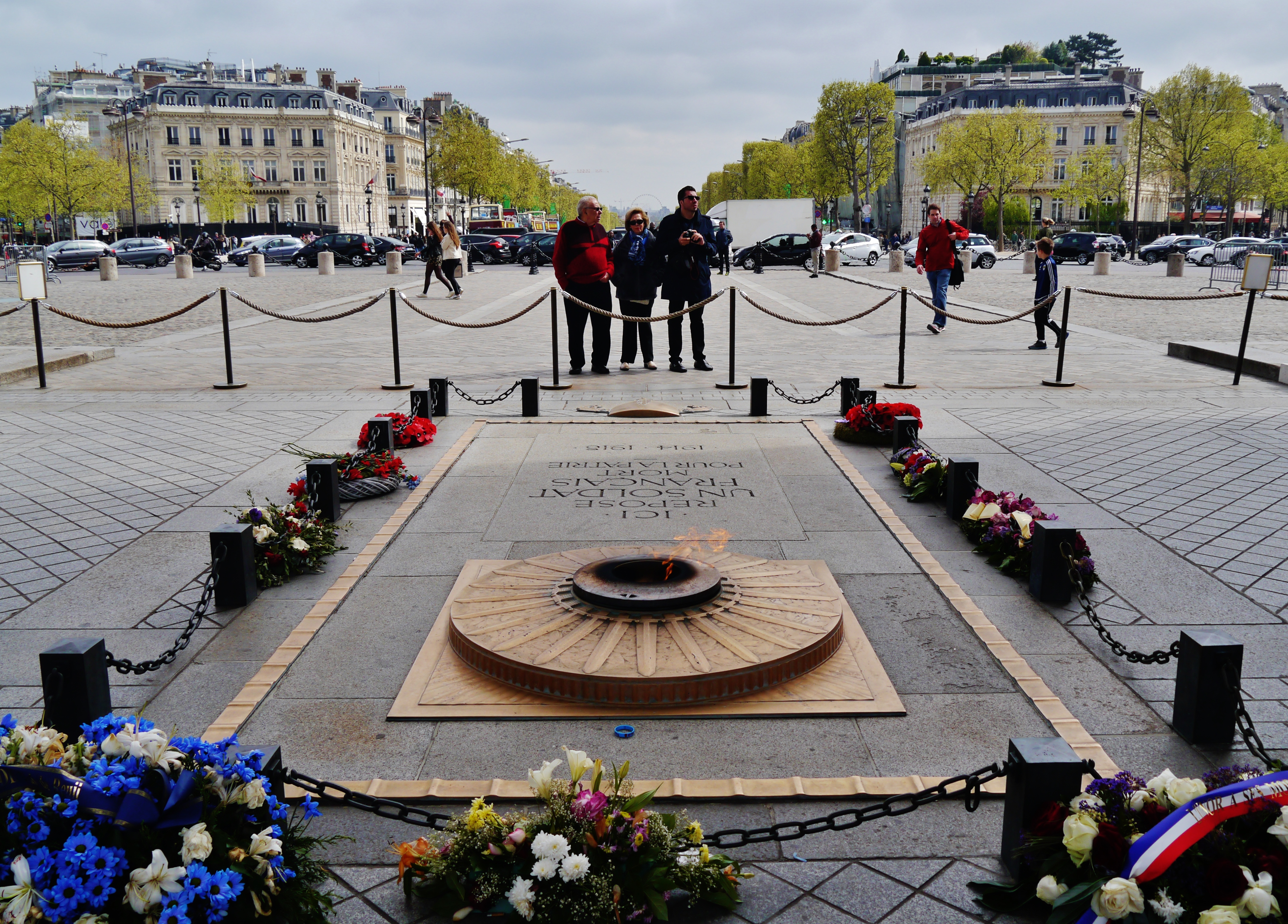
La tomba del Milite Ignoto e la fiamma perenne della memoria alla base dell'Arco di Trionfo a Parigi.

- Parigi: una fiamma eterna è stata accesa nel 1923 alla Tomba del Milite Ignoto.

#### Italia
- Madonna del Ghisallo: una fiamma eterna è situata vicino al Lago di Como, per tutti i ciclisti morti
- Grezze: in seguito all'incendio del 23/05/2023 una fiamma eterna è rimasta accesa all'interno del centro commerciale "Le Vele"
- Roma: una fiamma eterna è presente sull'Altare della Patria, per il Milite Ignoto
- Ravenna: una lampada alimentata da olio fornito dalla città di Firenze è accesa continuamente sul sepolcro di Dante Alighieri a Ravenna.

#### Malta
- Floriana: dal 2012 due fiamme eterne ornano il monumento ai caduti (War Memorial) maltesi nelle due guerre mondiali[1].

#### Moldavia
- Chișinău: una fiamma eterna è stata dedicata ai militi ignoti caduti durante la seconda guerra mondiale.

#### Polonia
- Varsavia: una fiamma eterna è presente alla Tomba del Milite Ignoto.

#### Russia
- Mosca: una fiamma eterna era presente alla Tomba del milite ignoto nei Giardini di Alessandro per onorare i morti sul fronte orientale durante la seconda guerra mondiale.
- San Pietroburgo: nella città ci sono tre luoghi in cui sono presenti delle fiamme eterne. Il primo è sul Campo di Marte, per commemorare i rivoluzionari caduti durante la Rivoluzione d'ottobre. Il secondo è al Cimitero di Piskaryovskoye in memoria di coloro che morirono durante la seconda guerra mondiale, durante l'Assedio di Leningrado. Il terzo è la Piazza della Vittoria, in cui diverse fiamme eterne possono essere viste al Monumento agli eroici difensori di Leningrado, in memoria delle vittime e dei sopravvissuti all'Assedio di Leningrado.
- Volgograd: nella città ci sono due fiamme eterne. La prima è situata al Mamayev Kurgan,[2] dove è presente anche la statua colossale La Madre Patria chiama!, nella Sala della Gloria del Guerriero, in memoria dei sovietici che morirono nella battaglia di Stalingrado. Il secondo si trova nella Piazza degli Eroi Caduti[3] sul monumento dedicato a coloro che morirono nella guerra civile russa e sul fronte orientale.
- Kursk: nella città ci sono due fiamme eterne, una nel monumento ai caduti e l'altra vicino all'Arco di Trionfo.
- Saratov: nella città ci sono due fiamme eterne, una nella Piazza del Teatro e l'altra nel Parco della Vittoria.
- Tambov
- Togliatti: una fiamma eterna è stata accesa nel 1978 all'Obelisco della Gloria (Togliatti).
- Samara: una fiamma eterna è presente all'Obelisco della Gloria.
- Tver': è presente un obelisco e una fiamma eterna, situata in Piazza della Vittoria per onorare i soldati sovietici che hanno combattuta contro la Germania nazista durante la seconda guerra mondiale.
- Ekaterinburg: una fiamma eterna è presente in Piazza Kommunarov, dove alcuni soldati uccisi vennero seppelliti in una fossa comune nel 1919. Una fiamma eterna è stata accesa sul posto nel 1959.
- Omsk: una fiamma eterna è stata accesa nel 1967 in Piazza del Memoriale, in onore dei soldati caduti nella seconda guerra mondiale.
- Severodvinsk
- Ufa: nella città sono presenti due fiamme eterne. La prima è stata accesa nel 1980 in Piazza della Vittoria, in onore di Aleksandr Matveevič Matrosov e Minnigali Gubaidullin. La seconda è stata accesa nel 1967, in onore dei soldati caduti per l'Unione Sovietica.
- Salavat: una fiamma eterna è stata accesa nel 1981 in memoria dei cittadini sovietici morti sul fronte orientale.
- Arcangelo: una fiamma eterna è presente in onore dei caduti durante la seconda guerra mondiale.
- Sterlitamak
- Bijsk
- Brjansk
- Kovrov
- Kolchugino: una fiamma eterna è situata in Piazza Lenin
- Kaspyisk
- Machačkala
- Kaliningrad
- Petrozavodsk
- Anapa
- Soči
- Novyj Urengoj
- Sergiev Posad
- Orël: una fiamma eterna è stata accesa nel 1967 in Piazza del Carrista.

#### Serbia
- Belgrado: una fiamma eterna è situata nel Parco dell'Amicizia ad Ušće, in memoria delle vittime militari e civili dei bombardamenti della NATO durante l'operazione Allied Force.

#### Moldavia
- Tiraspol: una fiamma eterna è presente per commemorare i morti della guerra di Transnistria.

#### Ucraina

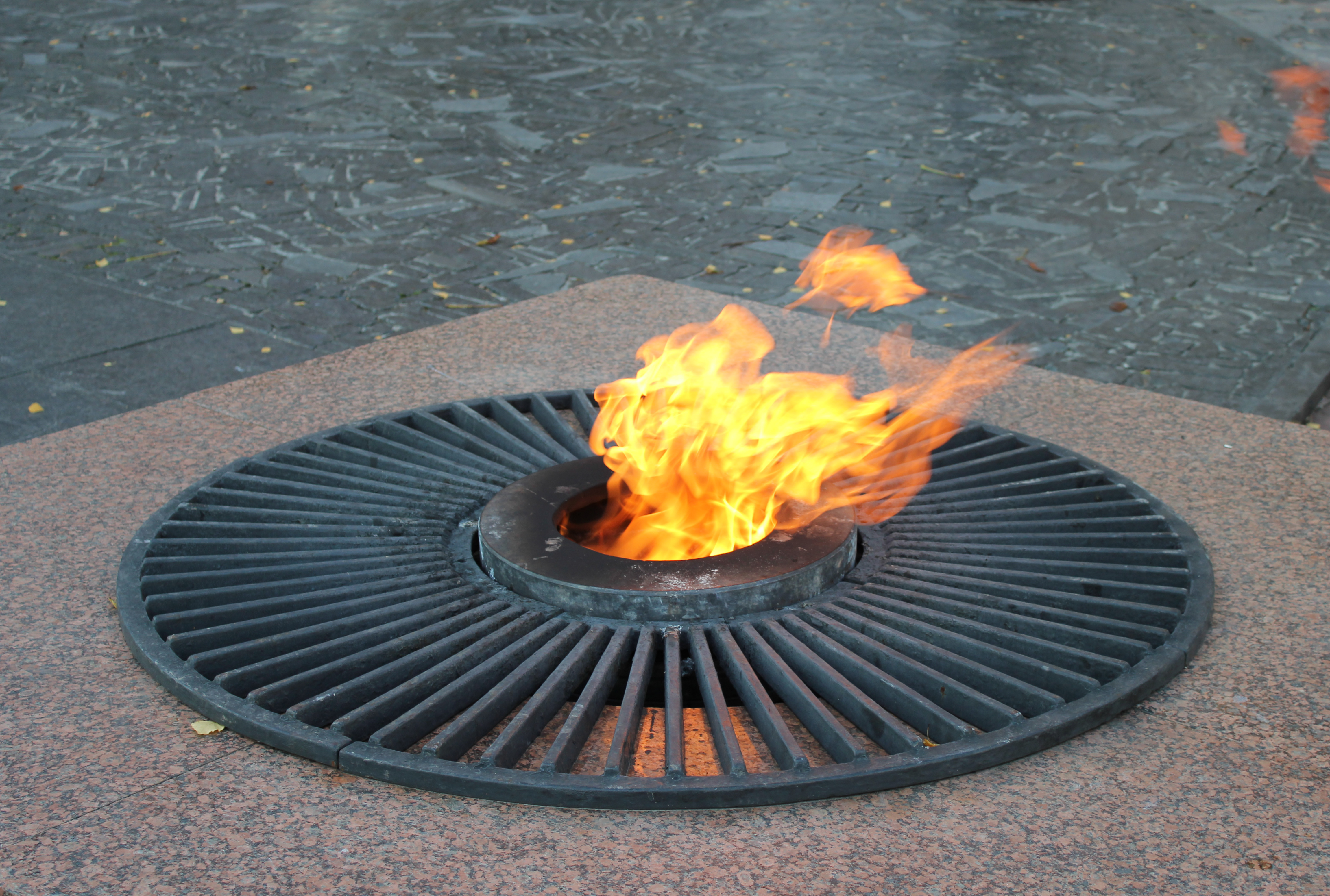
Fiamma eterna a Vinnycja

- Kiev: una fiamma eterna è presente nel Parco della Gloria all'Obelisco della Gloria e una alla Tomba del milite ignoto per onorare i morti sovietici della seconda guerra mondiale.
- Vinnytsia: una fiamma eterna è presente al Memoriale della Gloria.
- Odessa: una fiamma eterna è presente al monumento al marinaio ignoto.

### Asia

#### Kazakistan
- Almaty: una fiamma eterna è presente al Monumento al milite ignoto, dedicato ai caduti sovietici durante la seconda guerra mondiale.

#### Kyrgyzstan

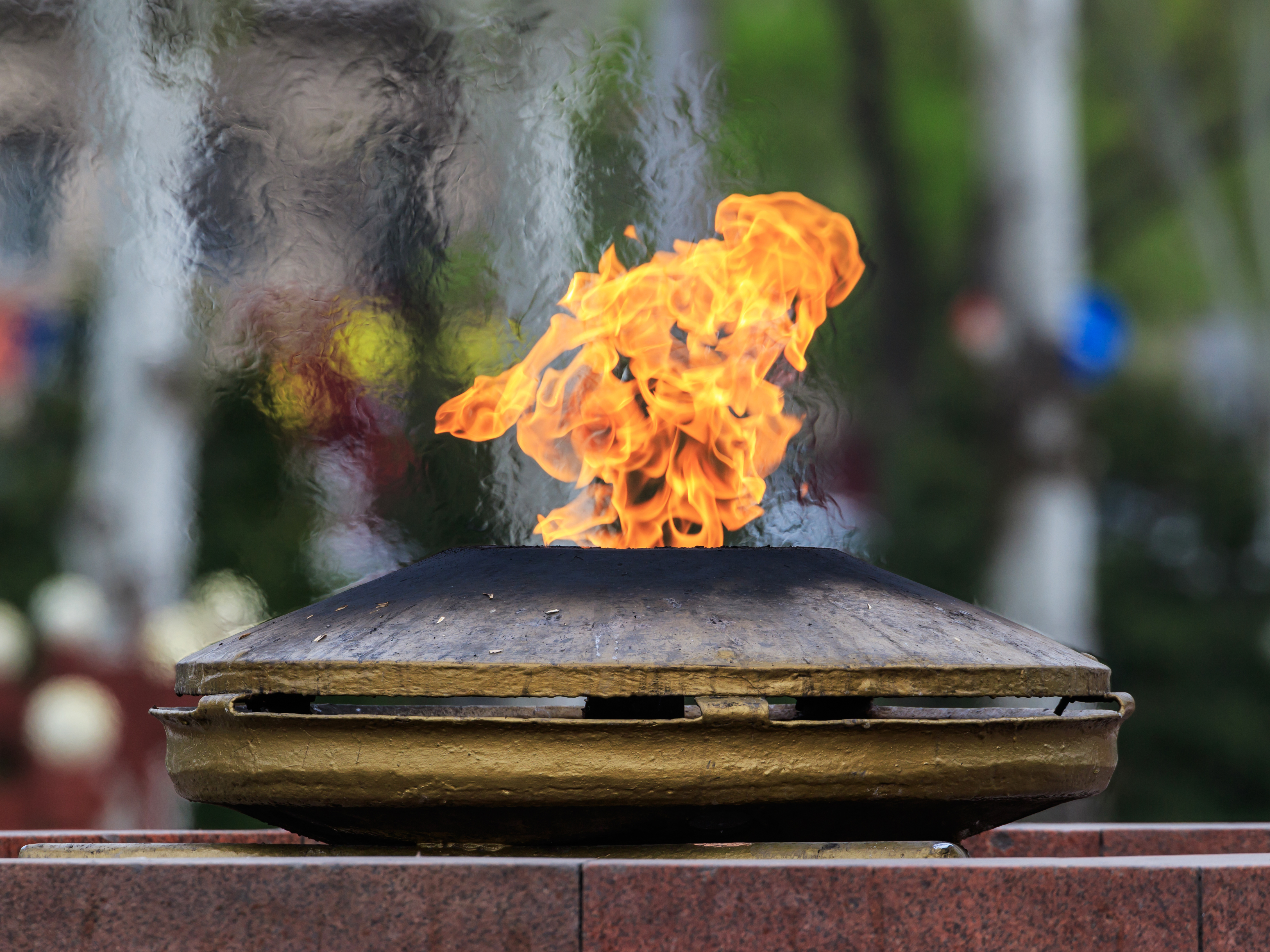
Fiamma eterna di Biškek

- Biškek: una fiamma eterna è presente nel Monumento della Vittoria in Piazza della Vittoria.

### Caraibi

#### Cuba
- L'Avana: al Memoriale al soldato internazionalista sovietico
- L'Avana: al Museo della Rivoluzione nel complesso di Granma.
- Santa Clara: nel Mausoleo di Che Guevara
- Santa Clara: nel cimitero del complesso del Mausoleo di Che Guevara.